# Network Walkman
 (avril 2020).

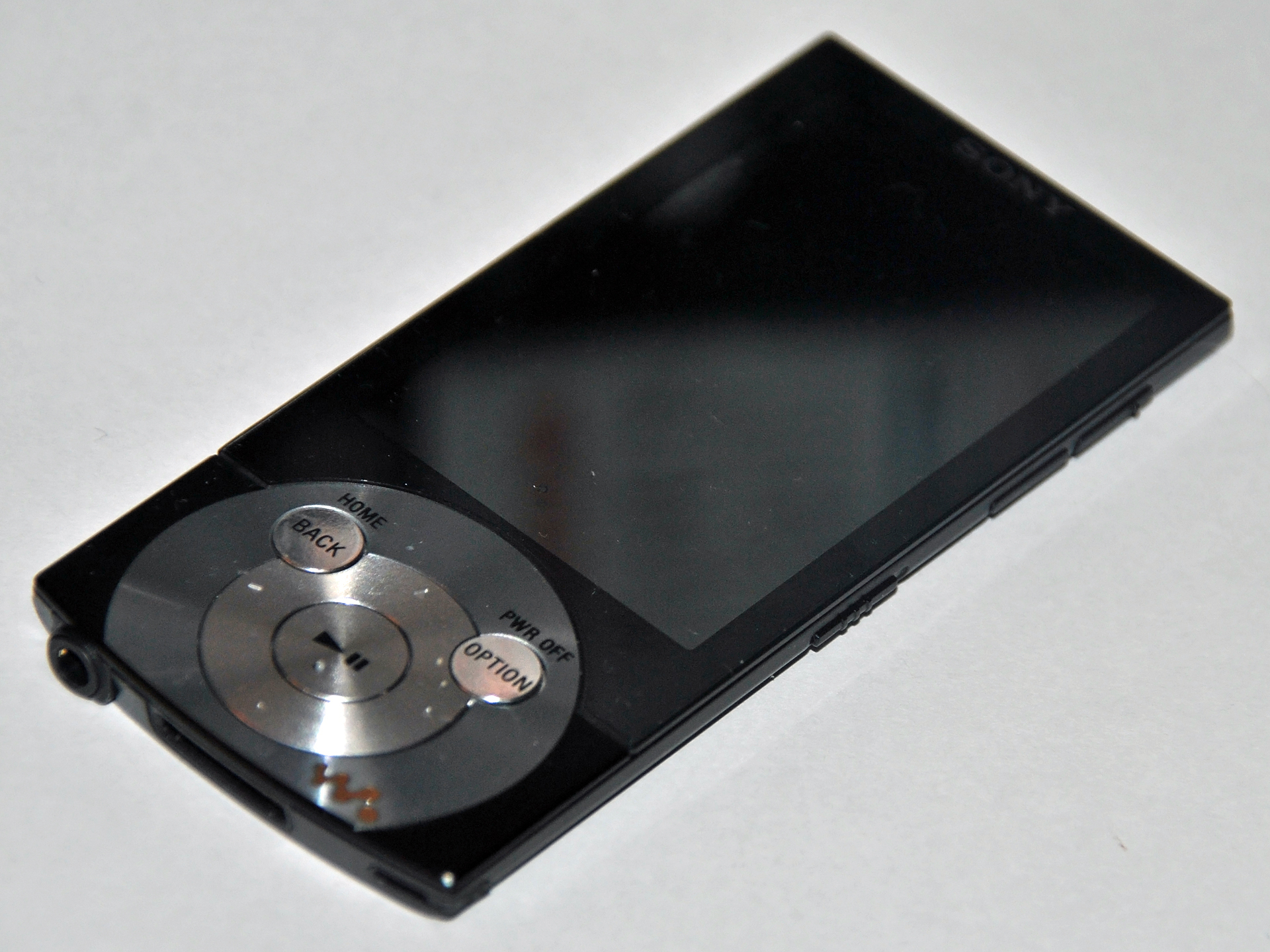
Le Sony Walkman NW-A847

Network Walkman est une marque déposée de Sony et s'applique à une gamme de baladeurs numériques à disque dur distribués à partir de l'automne 2005, et à mémoire flash depuis 2007. De type clé USB et lecteur multimédia, ces derniers disposent d'une mémoire interne allant jusqu'à 8 Go suivant les modèles. Cette dernière série a été revue fin 2007 pour être libérée des contraintes logicielles propriétaires et permettre la prise en charge d'autres formats que le ATRAC. Contrairement à ce que le nom de la série suggère (network - réseau en anglais), ces baladeurs ne disposent pas d'une capacité réseau ou LAN quelconque, bien qu'il soit possible de les connecter à d'autres types de matériels de la marque (dont certaines chaines Hi-Fi). 

## Liste des modèles
Il en existe actuellement trois principaux modèles :
- la série NWZ-A82* (6, 8, 9) de capacités de 4, 8 et 16 Go. Il supporte les formats MP3, WMA (DRM), AAC (non DRM) et MPEG-4. Il permet le transfert des données par copier/déplacer (Drag & Drop). Il est équipé d'un écran de 2"4 (QVGA). Bluetooth A2DP. Autonomie : 36h audio / 10h vidéo ;
- la série NWZ-A81* (5, 6, 8) de capacités de 2, 4 et 8 Go. Il supporte les formats MP3, WMA (DRM), AAC (non DRM) et MPEG-4. Il permet le transfert des données par copier/déplacer (Drag & Drop). Il est équipé d'un écran de 2" (QVGA). Autonomie : 33h audio / 9h30 vidéo ;
- le NWZ-S61*F (5, 6) de capacité 2 et 4 Go. Il supporte les formats MP3, WMA (DRM), AAC (non DRM) et MPEG-4. Il permet le transfert des données par copier/déplacer (Drag & Drop). Il est équipé d'un écran de 1.8" (QVGA) et d'un tuner FM. Autonomie : 33h audio / 9h30 vidéo.

Les modèles suivants utilisant de la mémoire flash ou des disques durs qui ne sont plus disponibles à ce jour :
- la série NWZ-A80* (5, 6, 8) de capacités de 2, 4 et 8 Go Également appelée série A. Il supporte nativement les formats ATRAC, MP3, AAC (non DRM) et WMA (non DRM). Cette série dépendante du logiciel propriétaire et identique en tout points à la série NWZ-A81 ;
- le NW-HD1 à disque dur d'une capacité de 20 Go et d'une autonomie de 40 heures. Supporte nativement uniquement la lecture du format ATRAC. Une mise à jour Sony permet cependant de le rendre compatible MP3 ;
- le NW-HD3 à disque dur d'une capacité de 20 Go et d'une autonomie de 40 heures. Supporte la lecture du format MP3 ;
- le NW-HD5 à disque dur d'une capacité de 20 Go et d'une autonomie de 40 heures. Dispose de contrôles simplifiés et améliorés ;
- le NW-A3000 dispose d'une mémoire de 20 Go et se décline en 3 couleurs : violet, argent et noir ;
- le NW-A1000, doté d'un design similaire mais plus petit, qui dispose de 6 Go de mémoire et se décline en 6 couleurs : violet, argent, rose, bleu, noir et or ;
- le NW-A1200, annoncé au second trimestre 2006, reprend les caractéristiques du NW-A1000 mais dispose d'un disque dur de 8 Go. Ce modèle était précédemment exclusivement disponible au Japon.

## Description
Chaque modèle est livré avec des écouteurs assortis, un câble de rallonge pour les écouteurs, un câble mixte de connexion/chargement USB ainsi qu'un convertisseur de courant et un câble électrique pour connecter ce dernier à une prise murale. La boîte inclut également des manuels de lancement rapide en plusieurs langues et un CD-ROM contenant le logiciel CONNECT Player ainsi qu'un manuel complet du lecteur au format PDF.
Ce lecteur est uniquement compatible avec les formats MP3, ATRAC3 et ATRAC3Plus. Une prise en charge du format WMA et du format AAC sans DRM a été ajoutée ultérieurement via des mises à jour du firmware du lecteur (version 2.01 et 3.0 respectivement).
Un écran OLED à quatre niveaux de gris de dernière génération est intégré au produit et devient presque totalement invisible lorsque le baladeur est éteint.